# 4811 Semashko
4811 Semashko è un asteroide della fascia principale. Scoperto nel 1973, presenta un'orbita caratterizzata da un semiasse maggiore pari a 2,2463108 UA e da un'eccentricità di 0,1828187, inclinata di 5,05993° rispetto all'eclittica.
L'asteroide è dedicato al padre della medicina sovietica Nikolai Semashko.